# Žrnovnica (Split)
Žrnovnica je naselje koje se nalazi istočno/sjeveroistočno od centra Splita. Nalazi se u sastavu Grada Splita.
Nalazi se u prolazu podno Mosora, s njegove južne strane i sa zapadne/sjeverne strane brda Peruna, uz istoimenu rijeku.

## Povijest
Ime Žrnovnica spominje se prvi put 1080. godine.
U 15. stoljeću Žrnovnica je još bila skupina sela. Prvi osmanski napad na Žrnovnicu zbio se 1472., desetak godina nakon osvajanja Bosne.
Žrnovačka crkva Uznesenja Blažene Djevice Marije izgrađena je 1725. godine.
Žrnovnica je 1910. godine dobila prvi poštanski ured, prvo je bio na Vilaru u Pivinoj kući, a poslije, od 1923. u kući "bratovštine", na mjestu današnjeg vatrogasnog doma.
Makadamska cesta od Strožanca prema Žrnovnici puštena je u promet 1901. godine.
U Drugom svjetskom ratu, prodajom Dalmacije 18. svibnja 1941.godine, Žrnovnica privremeno postaje sastavni dio Italije.
Prvi asfalt u Žrnovnici postavljen je 1961. godine na dionici do Doma i do Korešnice. Tijelom 1970-tih godina asfaltirani su svi seoski putovi do Privora i Amižića u ukupnoj dužini preko 15 kilometara.
Hrvatski režiser Miljenko Smoje (redatelj popularnih hrvatskih serija "Naše malo misto" i "Velo misto" je pokopan na groblju u Žrnovnici. Jedan od glavnih likova serije "Velo misto" - Pegula, pravim imenom Mladen Barbarić, živi u Žrnovnici.
Pukovnik Barbarić utemeljitelj je prve oružane postrojbe dragovoljaca "Sv. Jure" – Žrnovnica, utemeljene sredinom kolovoza 1990. godine kao prva samostalna satnija 4. Brigade ZNG-e s kojom je izvojevao značajne vojne pobjede: osvojili su dva objekta strateške vrijednosti bez izravne uporabe sile, među njima i raketnu bazu bivše JNA 16. rujna 1991. godine, što je svrstava u najuspješnije postrojbe HV-a.

## Kultura
Crkvica sv. Mihovila na Gračiću datira, prema znanstvenim procjenama, iz 13. stoljeća.
U Žrnovnici djeluje limena glazba Stjepan Radić osnovana 1911. godine, te Klapa Žrnovnica i Klapa DVD-a Žrnovnica Sv. Florijan.

## Stanovništvo
Apsolutnu većinu ovoga mjesta čine Hrvati.
Prema popisu stanovništva iz 1725. godine Žrnovnica je imala 33 obitelji s ukupno 236 ljudi i to : muških 120 od toga 73 sposobna za oružje, niti jednog starca preko 55 godina, muške djece do 18 god. bilo je 47. ženskih 116 od toga samo jedna preko 55 godina, njih 77 imalo je između 18 i 55 godina, a ženske djece je bilo 38[nedostaje izvor].
"Glave" žrnovačkih obitelji bili su:
Ajduković Petar, Barbarić Luka, Bartulović Ivan, Bašić Ivo, Bašić Petar, Bogdanović Ane, Bogdanović Ivan, Bošković Nikola, Domjanović Mate, Alinović Jure (Aljinović), Hamidžić Ivan (Amižić), Hamidžić Luka, Haorčić Pave (Javorčić), Jerković Lovre, Jerković Pave, Kovačević Jure, Kovačević Marko, Kovačević Marko, Kovačić Jure, Martinović Petar, Martinović Stipan, Miličević Stipan, Peričić Frane, Relić Jure, Relić Nikola, Rogulić Martin, Surotvić Marko, Škarić Ante, Ugrinović Matija, Vinančić Marko,Vlajić Matija, Vlajić Mijo, Vučetić Mijo, Župić Petar.
| broj stanovnika | 569   | 634   | 706   | 804   | 1028  | 1153  | 1254  | 1505  | 1350  | 1025  | 1037  | 1785  | 1967  | 2274  | 2524  | 3222  | 3279  |
|                 | 1857. | 1869. | 1880. | 1890. | 1900. | 1910. | 1921. | 1931. | 1948. | 1953. | 1961. | 1971. | 1981. | 1991. | 2001. | 2011. | 2021. |

## Šport
- HNK Mosor Žrnovnica, djeluje od 1929. godine
- NK Mosor Žrnovnica, djeluje od 1. rujna 2018. godine

## Zanimljivosti
- Ispod litica kamenoloma na Perunu nalazi se kaubojsko selo, skup građevina uređenih da izgledaju kao naselje s Divljeg Zapada. Posjetiteljima je omogućeno jahanje konja.[6]

## Znamenitosti
- Ruralna cjelina Lolići, zaštićeno kulturno dobro

## Vanjske poveznice
- zrnovnica.hr